# Lista de farmacêuticos
Farmacêuticos de destaque na história mundial:

## A
- Alder Wright, inglês, em 1874, inventou a diacetilmorfina, a heroína, seu nome foi uma homenagem ao seu heroísmo no combate a dor;[1]
- Amílcar Falcão, português, premiado por estudos em marcadores tumurais.[2]
- Andreas Sigismund Margraf (1709-1782), alemão, entre muitas outras contribuições, introduziu o álcool como solvente para a extração de matéria-prima e empregou o microscópio para exames de cristais de açúcar;[3]
- Antônio Mariano Alberto de Oliveira (1857-1937), brasileiro, escritor, foi membro fundador da Academia Brasileira de Letras (1897) e, em 1924, foi eleito "príncipe dos poetas brasileiros"; forma a Trindade Parnasiana com Raimundo Correia e Olavo Bilac;[4]

## B
- Benjamin Green, norte-americano, de Miami Beach, inventou, em 1944, o primeiro creme de bronzear;[5]

## C
- Cândido Fontoura, brasileiro, criou em 1911 o tradicional antianêmico Biotônico Fontoura, além de firmar sociedade com farmacêuticos americanos, desenvolvendo assim os primeiros antibióticos sob a forma de comprimidos (compressed tablets);[6]
- Caleb Bradham, americano, de New Bern, na Carolina do Norte, em 1898, criou um refrigerante chamado Brad's Drink. Segundo o inventor, a bebida era revigorante, rejuvenescedora e ajudava na digestão. O novo nome, Pepsi-Cola, veio dos seus principais ingredientes (pepsina e nozes de cola). Foi usado pela primeira vez em 28 de agosto, mas Bradham só registou a marca em 1902.[3]
- Carl William Scheele (1742-1786), sueco, foi o responsável pela descoberta do cloro, a partir da pirólise do ácido muriático; a descoberta do molibdênio é concedida a Scheele, que o obteve a partir do minério molibdenita. O manganês foi caracterizado no minério pirolusita, por Scheele, em 1774. Também isolou o nitrogênio e o oxigênio, entretanto, não divulgou os resultados destes trabalhos;[7]
- Carlos Drummond de Andrade, brasileiro, farmacêutico, poeta e escritor, natural de Itabira - MG;[8]
- Célio Silva, brasileiro, descobriu uma vacina de DNA contra a tuberculose que também é um remédio para a doença;[9]
- Charles Alderton (1857 - 1941), inventor americano da bebida Dr Pepper.[10]

## D
- David Strickler, criou a banana-split;[3]
- Dora Akunyili, Diretor Geral da Agência Nacional de Controle de Alimentos e Medicamentos da Nigéria;[11]

## E
- Eduardo Augusto Gonçalves, português, desenvolveu a pomada Minancora no Brasil, registrada em 1915 já está no mercado brasileiro há 80 anos;[12]
- Ernest Furneau, francês, criou a moderna quimioterapia, utilizada para o tratamento do câncer;[3]
- Eliezer Barreiro, brasileiro, desenvolveu o LASSBio-294 (que atua no aumento das contrações cardíacas e tem efeito vasodilatador) a partir de modelagem molecular. Este fármaco inovador é fruto de uma técnica que tem tido aplicação crescente na pesquisa científica: a modelagem molecular;[13]

## F
- Franc Lamarck, francês, propôs em 1802 o primeiro sistema de classificação das nuvens;
- François-Antoine Descroisilles, francês, inventou, em 1802,  a cafeteira, feita de dois recipientes sobrepostos e separados por um filtro. Descroisilles chamava a sua invenção de "caféolette";[3]
- Frederick Sertürner, alemão, extraiu, em 1803, do ópio o alcaloide morfina;[14]
- Friedrich Boedeker, farmacêutico e botânico alemão;
- Fritz Hoffmann, alemão, criou a borracha sintética;[15]

## G
- Guillaume François Rouelle (1703-1770), francês, professor de Lavoisier, resolveu o problema dos sais, definindo-os como produtos da união entre ácidos e bases;
- George F. Archambault (1910–2001), considerado o Pai da Atenção Farmacêutica;

## H
- Henri Leroux, francês, em 1829, isolou o ácido salicílico;
- Henri Nestlé, suíço, em 1866, experimentou várias combinações de leite, farinha de trigo e açúcar até chegar a um produto que substituísse o leite materno das mulheres incapazes de amamentar. O novo produto foi chamado "Farinha Láctea Henri Nestlé";[3]
- Hilaire Marie Rouelle (1718-1779), francês, em 1773 descobriu a ureia e em 1779 descobriu o ácido hipúrico, foi quem também reconheceu o conteúdo de ferro no sangue entre outras descobertas;

## J
- Jean Baptiste Christophore Fusée Aublet (1720–1778), botânico e explorador francês;
- Jean Francois Pilatre de Rozier, francês, da cidade de Metz, tornou-se conhecido a partir de experiências com balões de ar quente. Em 15 de Outubro de 1783, tornou-se o primeiro ser humano a levantar vôo. Morreu em 15 de Junho de 1785, em um acidente de balão de hidrogênio;
- João Bernardo Coxito Granado, brasileiro, em 1903 criou a fórmula do Polvilho Antisséptico Granado;
- João Gomes Xavier, brasileiro, desenvolveu o Regulador Xavier, para distúrbios da menstruação, que está registrado no órgão de saúde brasileiro desde 1930;
- John S. Pemberton, americano, em 1886 em Atlanta criou o "tônico para o cérebro" hoje conhecido como Coca Cola;[3]
- John Walker, inglês, em 1827, inventou o que poderia ser chamado o verdadeiro precursor dos atuais "fósforos de segurança", tratava-se de palitos gigantes, com comprimento aproximado a um metro, cobertos com uma mistura de sulfeto de antimônio, clorato de potássio, amido e cola, que se inflamavam ao serem atritados em qualquer lugar;[16]
- José do Patrocínio, brasileiro, formado em 1879 no Rio de Janeiro, foi um dos maiores abolicionistas no país;[17]

## L
- Louis Cadet, farmacêutico do exército francês, em 1760, obtinha, pela primeira vez, a ligação de um átomo de arsénio a um átomo de carbono, fazendo aquecer juntos o acetato de potássio e o óxido arsenioso. Esta descoberta abriu a porta à síntese dos arsenicais orgânicos que mais de um século mais tarde Ehrlich obterá para o tratamento da sífilis;[18]
- Luke Howard, inglês, em 1803, propôs com êxito uma classificação das nuvens. O sistema de Howard usa termos Latinos para descrever as formas de nuvens. O primeiro Atlas Internacional de Nuvens foi publicado em 1896. O sistema usado atualmente é baseado no sistema original de Howard;
- Luiz Manuel Queiroz, brasileiro, instalou em São Paulo a primeira fábrica de ácido sulfúrico do país;
- Lunsford Richardson, americano, inventou o Vick Vaporub há mais de 110 anos, conhecido no mundo todo por seu inconfundível pote azul, por seus característicos aromas de cânfora, mentol e eucalipto é utilizado no tratamento de resfriados e no alívio à congestão nasal;[19]

## M
- Martin Heinrich Klaproth (1743-1817), alemão,  isolou o Cério, paralelamente, com Berzelius e Hisinger.  Em 1789, também isola o telúrio, completando o trabalho de von Reichenstein. Foi também o primeiro a descobrir o elemento urânio, em 1789, na pechblenda

## N
- Nicolas LeFevbre (1610-1674), francês, introduziu o emprego do termômetro;[3]

## O
- Odette Ferreira (n. 1925), farmacêutica e investigadora portuguesa, professora catedrática jubilada da Faculdade de Farmácia da Universidade de Lisboa, descobriu, na década de 80, o HIV2, num trabalho de investigação que fez com a equipa de investigadores do Dr. José Luís Champalimaud e em colaboração com o grupo do professor Luc Montagnier do Instituto Pasteur de Paris.
- Ogata, japonês, sintetiza, em 1919, a anfetamina;

## P
- Pierre Jean Robiquet, francês, em 1832 isolou o alcaloide codeína.[20]
- Pierre Pomet, publica em 1673 a obra “Histoire géneral des Drogues”, a partir da qual o estudo das plantas entra no período científico ao adaptar, nessa obra e noutras que se seguiram, a classificação e a descrição taxonómica, o que se traduziu numa identificação botânica mais precisa para os fármacos, ponto de partida essencial para uma identificação segura;[21]

## R
- Rodolpho Albino, brasileiro, um dos mais importantes farmacêuticos da história da profissão no Brasil, redigiu, editou e publicou sozinho a primeira edição da Farmacopeia Brasileira, em 1926.[22]

## W
- Wilbur Scoville, em 1912, criou a escala Scoville para medir o grau de “picante” das pimentas. A unidade Scoville é na verdade uma medida de capsaicina (responsável pelo ardor);[23]